# إدوارد جيمس (مؤرخ)
إدوارد جيمس (بالإنجليزية: Edward James)‏ هو عالم آثار ومؤرخ بريطاني، ولد في 14 مايو 1947 في سوليهل في المملكة المتحدة.